# Antonín Novotný

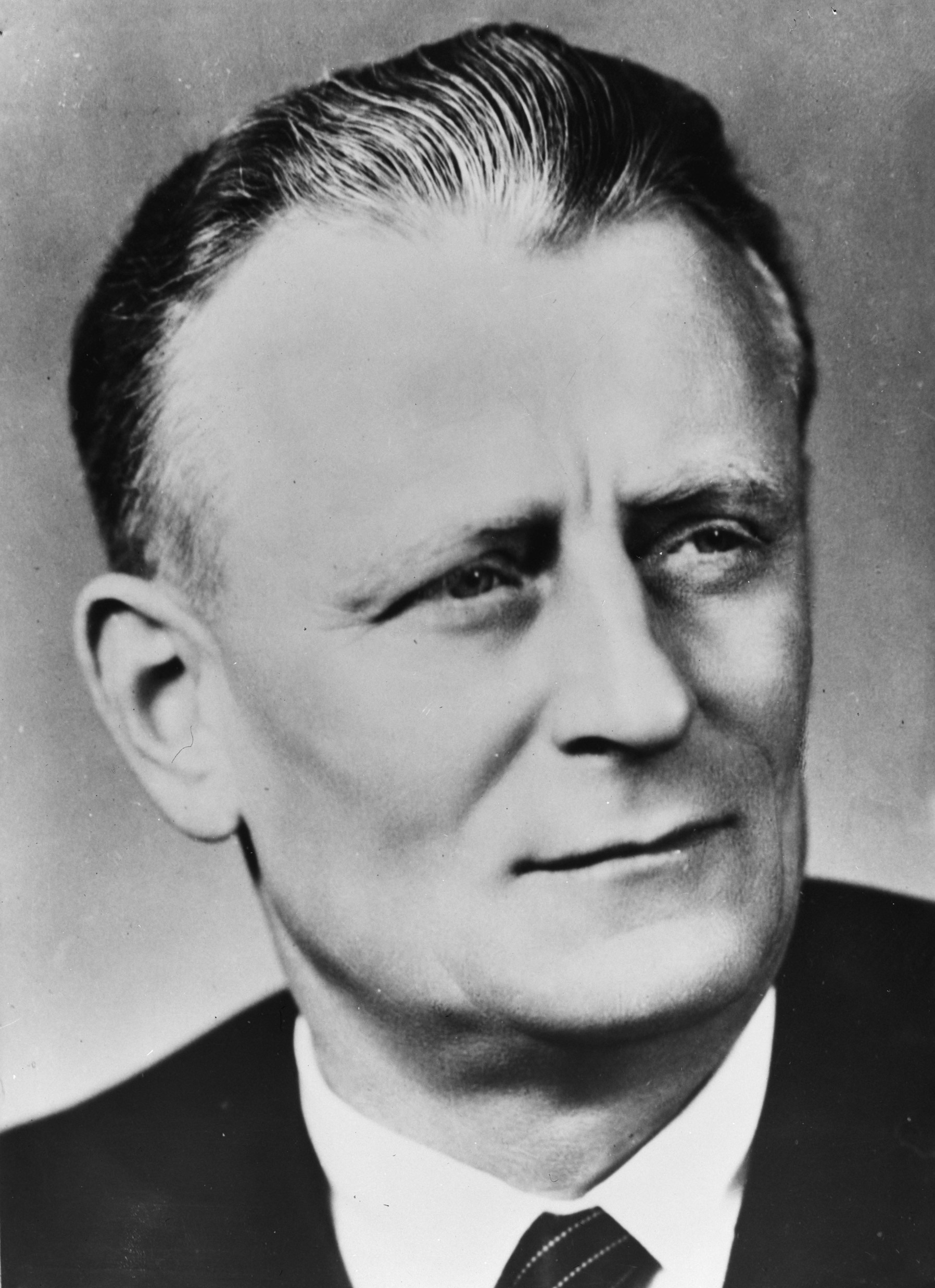
Antonín Novotný, 1968

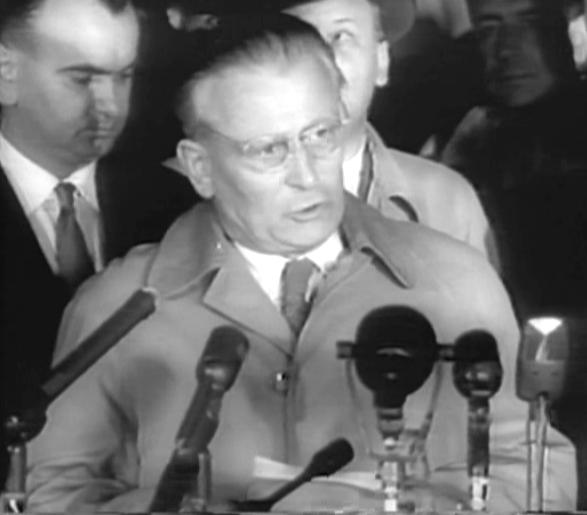
Antonín Novotný 1960 in New York, anlässlich einer Sitzung der Vereinten Nationen

Antonín Novotný (* 10. Dezember 1904 in Letňany bei Prag; † 28. Januar 1975 in Prag) war ein tschechoslowakischer kommunistischer Politiker. Als Generalsekretär der Kommunistischen Partei der Tschechoslowakei (KSČ) von 1953 bis 1968 war er der mächtigste Politiker der Tschechoslowakei.
Von 1957 bis 1968 war er zugleich Präsident der Tschechoslowakei.

## Leben
Antonín Novotný absolvierte eine Ausbildung zum Schlosser und war ab 1921 Mitglied der Kommunistischen Partei der Tschechoslowakei. 1937/1938 war er Parteisekretär in Hodonín, von 1941 bis 1945 war er im KZ Mauthausen inhaftiert. Ab 1946 war er Mitglied des Zentralkomitees der KSČ, ab 1953 als Nachfolger von Klement Gottwald Erster Sekretär der KSČ.
1957 übernahm er als Nachfolger von Antonín Zápotocký auch das Amt des Staatspräsidenten. Mit seinem Namen verbindet sich die harte Repressionspolitik der frühen 1950er Jahre, aber vor allem auch die Fortsetzung der stalinistischen Linie bis weit in die 1960er Jahre hinein.
Es gab einen nicht öffentlichen Machtkampf zwischen ihm und dem langjährigen Innenminister Rudolf Barák, der im Februar 1962 verhaftet wurde, alle seine Partei- und Regierungsposten verlor und aus der KSČ ausgeschlossen wurde. Die KSČ entschied, seinen Fall als kriminelle Tat darzustellen; Barák wurde aufgrund von konstruierten Beschuldigungen zu 15 Jahren Haft verurteilt.
Im Zuge der allgemeinen Liberalisierung ab 1964 nahm die Kritik an Novotný immer stärker zu. Zu Beginn des Prager Frühlings wurde er am 5. Januar 1968 zum Rücktritt als Parteichef und am 22. März auch zum Rücktritt als Präsident gezwungen. In der ersten Funktion folgte ihm Alexander Dubček nach, in der zweiten Ludvík Svoboda.
Im Juni 1968 wurde er aus dem Zentralkomitee der Kommunistischen Partei ausgestoßen; er meldete bei zwei Besuchen bei der sowjetischen Führung unter Leonid Breschnew, die KP unter Dubček stehe kurz davor, das Machtmonopol der KP aufzugeben.
Mit dem Einmarsch der Warschauer-Pakt-Staaten in die ČSSR in der Nacht zum 21. August 1968 endete der Prager Frühling, und es begann die Zeit der sogenannten Normalisierung.
1971 wurde Novotný wieder in die KSČ aufgenommen, spielte in der Politik aber keine Rolle mehr.
Er starb 1975 und wurde auf dem Malvazinky-Friedhof in Prag beigesetzt.

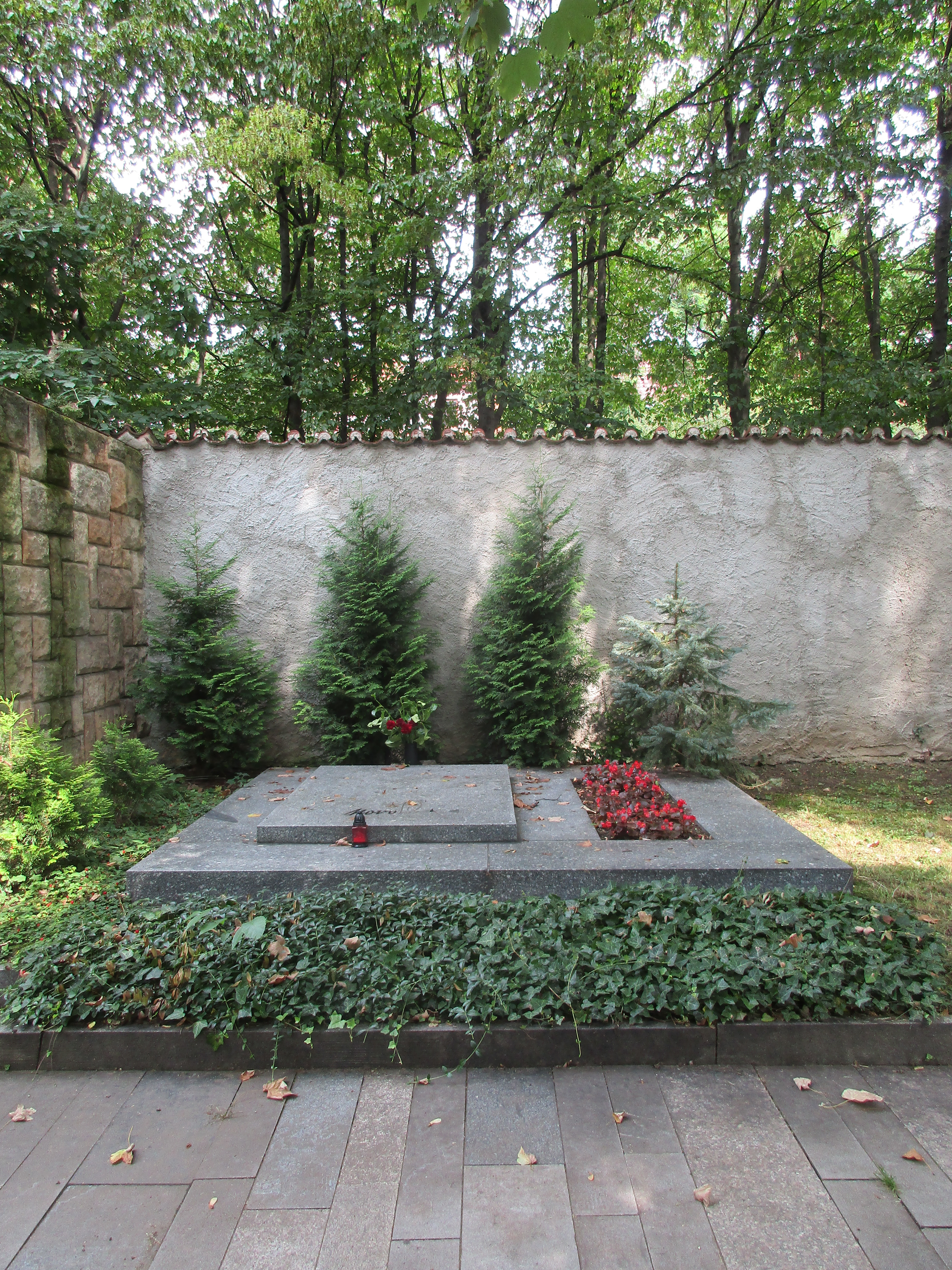
Grabstätte

## Belege
1. ↑  Wolfgang Leonhard: Die Führungskrise in Prag. In: Die Zeit. 28/1962, 13. Juli 1962, archiviert vom Original am 25. Dezember 2013; abgerufen am 27. November 2021.
2. ↑  Tschechoslowakei / Parteimonopol: Russen raus. In: Der Spiegel. 29/1968, 15. Juli 1968, abgerufen am 27. November 2021.

| Personendaten    | Personendaten                                                  |
| ---------------- | -------------------------------------------------------------- |
| NAME             | Novotný, Antonín                                               |
| KURZBESCHREIBUNG | tschechoslowakischer Politiker, Präsident der ČSSR (1957–1968) |
| GEBURTSDATUM     | 10. Dezember 1904                                              |
| GEBURTSORT       | Letňany bei Prag                                               |
| STERBEDATUM      | 28. Januar 1975                                                |
| STERBEORT        | Prag                                                           |